# Espeletiopsis santanderensis
Espeletiopsis santanderensis là một loài thực vật có hoa trong họ Cúc. Loài này được (A.C.Sm.) Cuatrec. mô tả khoa học đầu tiên năm 1976.